# 音感
音感（おんかん）とは、音に対する人間の感覚。
特に音楽にかかわる文脈において「音感」という時、次のような意味がある。
- 音の高さに対する感覚：音の高度や高度の隔たりを捉える感覚。主に高度に対する感覚を絶対音感、隔たりに対する感覚は相対音感と呼ぶことがある。音楽学習の初頭段階ではトーンクラスの聞き分け（「鍵盤のどこか」という程度の分解能ということ）が求められ、聴かされた音に対応する音名・階名を示すことが感覚の水準のひとつの目安になる。
- 音の長さに対する感覚：音の減衰などを頼りにテンポを保つ感覚で、特に指揮者に求められる。
- 音の色彩に対する感覚：楽器の音色の聞き分けなど。指揮者や演奏家によっては、例えばトランペットのC管とBb管の違いやピストンバルブとロータリーバルブの違いだとか、クラリネットのA管とBb管、フレンチ・ホルンとウインナー・ホルンといった同種楽器の形態の違いに加え諸楽器のモデルによる差、さらには奏法および奏者による違いなどを聞き分けることが追求される。
- 音の強さに対する感覚：いわゆる強弱に加えて、音と音のバランスを捉えることが求められる。主旋律に対する伴奏の比重とか、階梯導入の音の明確さ、ポリフォニー様式の起伏などである。
- 音の方向に対する感覚：音がどこから聞こえてくるのかを判断する感覚。